# Typophyllum
Typophyllum är ett släkte av insekter. Typophyllum ingår i familjen vårtbitare.

## Bildgalleri

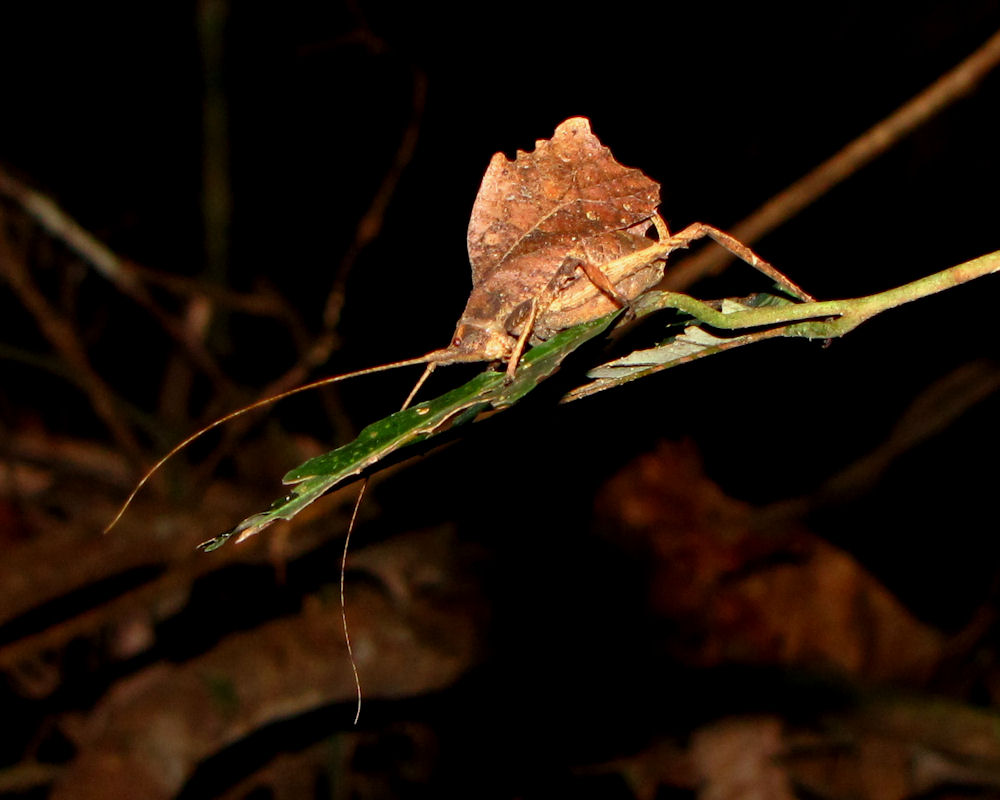
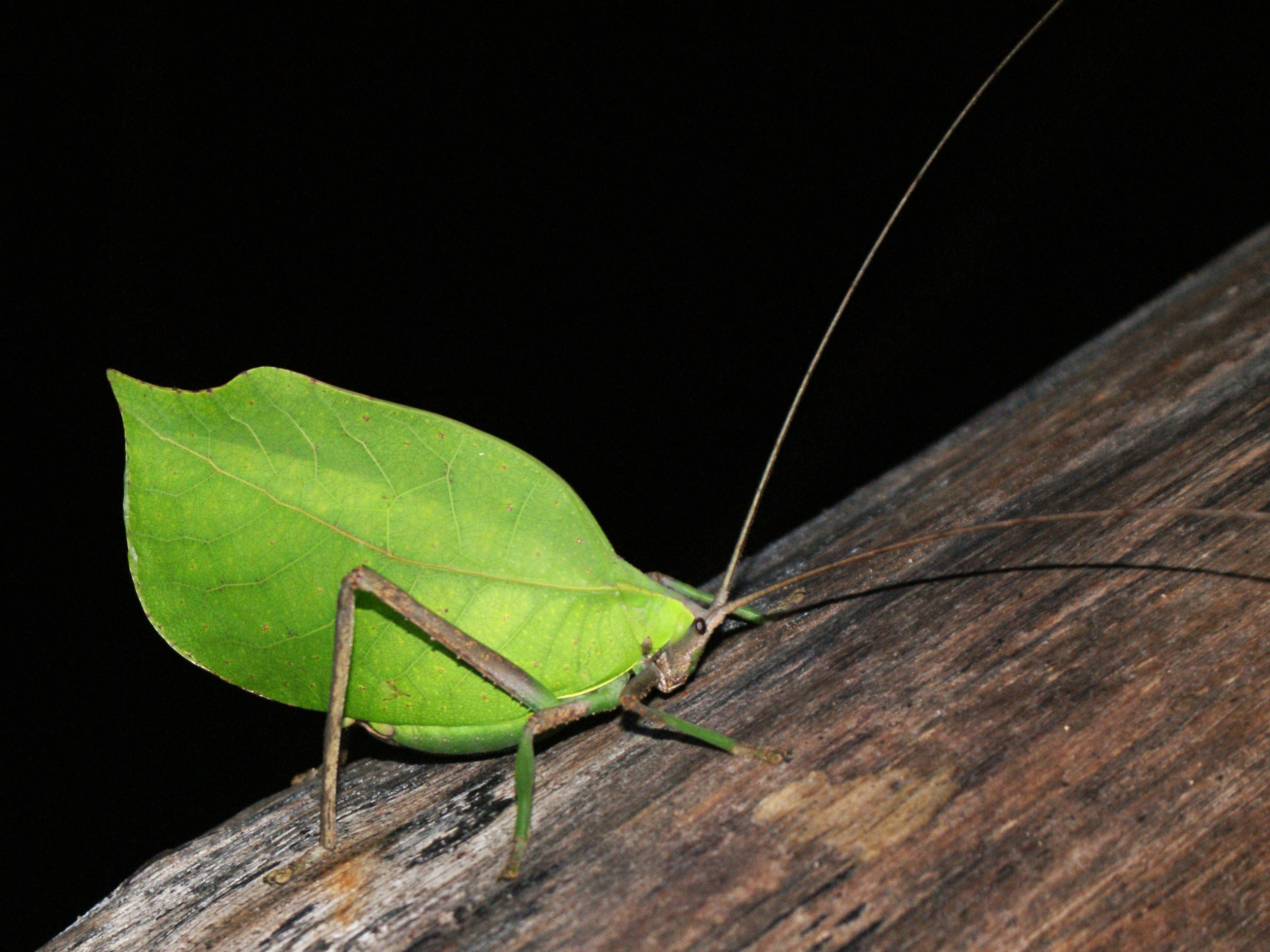

## Dottertaxa tillTypophyllum, i alfabetisk ordning[1]
- Typophyllum abruptum
- Typophyllum acutum
- Typophyllum bolivari
- Typophyllum chlorophyllum
- Typophyllum cinnamum
- Typophyllum columbicum
- Typophyllum contractum
- Typophyllum curtum
- Typophyllum eeckei
- Typophyllum egregium
- Typophyllum erosifolium
- Typophyllum erosum
- Typophyllum flavifolium
- Typophyllum geminum
- Typophyllum gibbosum
- Typophyllum helleri
- Typophyllum histrio
- Typophyllum inflatum
- Typophyllum laciniosum
- Typophyllum lacinipenne
- Typophyllum lunatum
- Typophyllum modestum
- Typophyllum mortuifolium
- Typophyllum mutilatum
- Typophyllum pererosum
- Typophyllum peruvianum
- Typophyllum praeruptum
- Typophyllum pseudocinnamum
- Typophyllum quadriincisum
- Typophyllum rufifolium
- Typophyllum scissifolium
- Typophyllum siccifolium
- Typophyllum trapeziforme
- Typophyllum trigonum
- Typophyllum truncatifolium
- Typophyllum undulatum
- Typophyllum zingara